# Bogolan

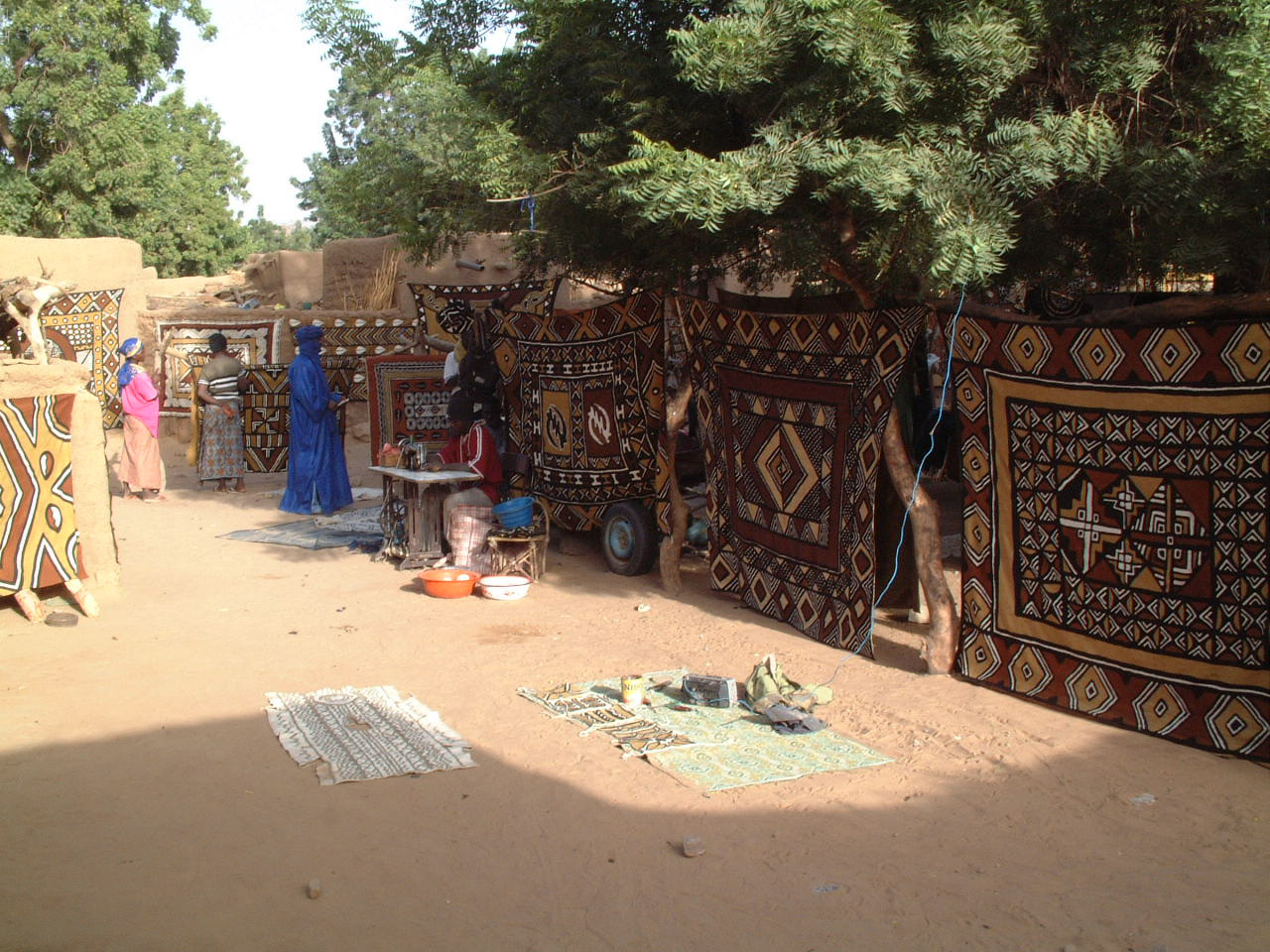
Tentures en bogolan, sur le marché d'Endé, en pays dogon (Mali).

Le bogolan, ou bògòlanfini en bambara, teint en suivant une technique utilisée au Mali. Il désigne à la fois le tissu et un style particulier de teinture.

## Étymologie
Le mot bɔgɔlan vient de la langue bambara ( langue la plus répandue au Mali), des mots bɔgɔ (la terre) et lan (suffixe bambara signifiant « issu de »), ce qui signifie littéralement « fait avec de la boue ».

## Étoffe
Le tissu utilisé est une toile plus ou moins épaisse en coton, filée et tissée sur place et d'une largeur variante de 5 centimètres à une douzaine (et plus encore maintenant) de centimètres et vendue en rouleaux. Ces bandes sont cousues bord à bord et à la main pour former des pièces de tissu de dimensions variables. Un tailleur peut ensuite découper un costume dans cette pièce avant que l'artiste en bogolan ne commence son travail.

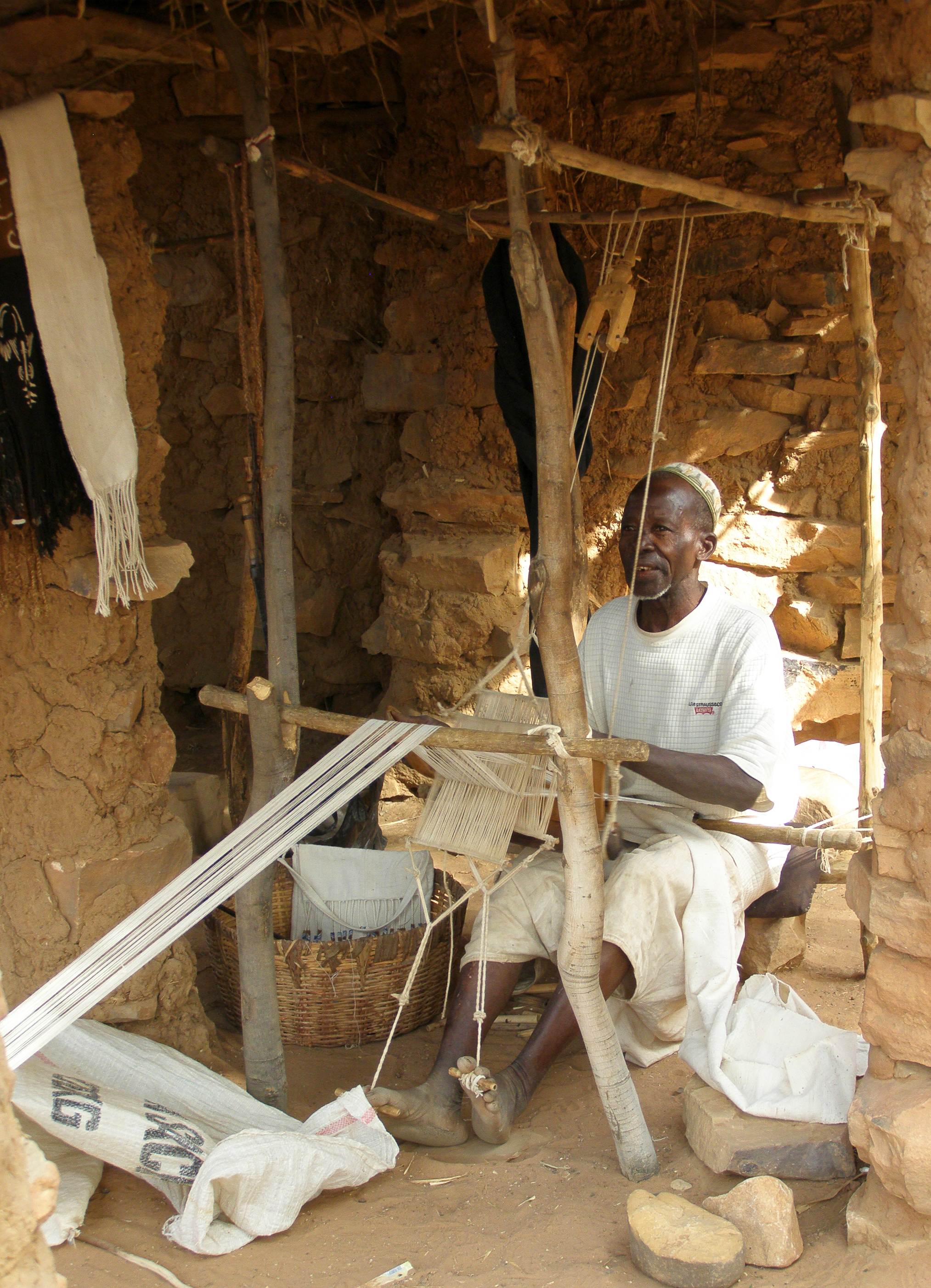
Confection des bandes de tissu à Songho
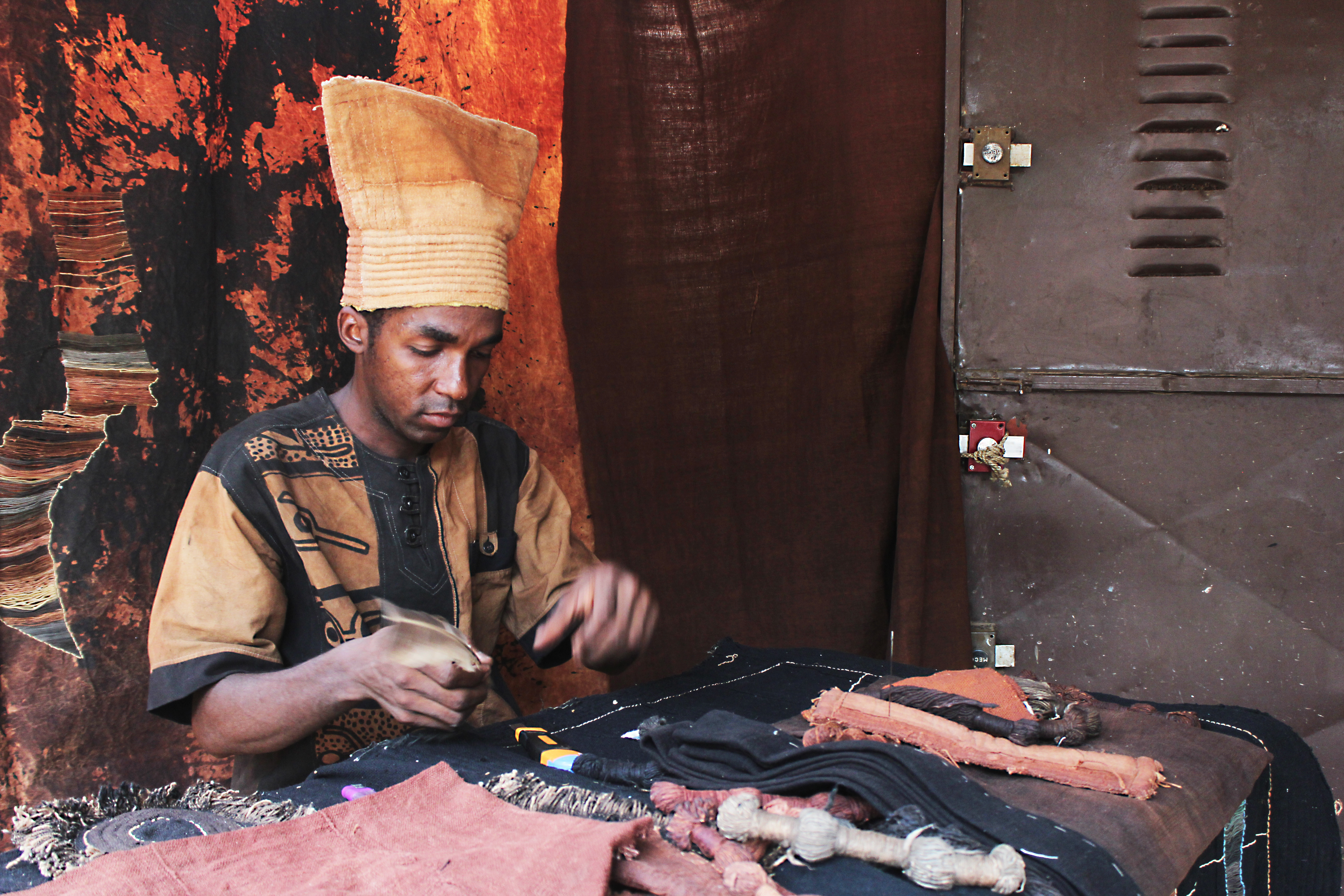
Assemblage du bogolan dans un atelier de Bamako

## Teinture
Il a quatre principales teintes : marron, noir, beige et jaune clair.
Après une teinture de base obtenue par trempage dans une décoction de feuilles de bouleau d'Afrique ou n'galama (arbre commun de la famille des Combretaceae, entrant aussi dans la pharmacopée africaine) et séchage à plat au soleil, l'artiste structure son dessin à la boue fermentée (bogo) avec l'aide d'un calame ou d'un pinceau. Pour les parties « rouges » (qui vont du rouille au brun), une décoction d'écorce de mpécou (arbre très utilisé en pharmacopée) s'impose. Oubliée quelque temps, cette même décoction donnera une teinture kaki.
Par la suite, l'obtention des parties blanches de la pièce de bogolan ne se fait plus en frottant ces parties au savon. Un mélange de poudre lessivielle, de chlore et de savon de karité sert de décolorant puissant.
Alors que le wax affiche des couleurs flamboyantes, le bogolan conjugue des nuances de marron et présente des teintes plus sobres comme le noir, le blanc ou l'ocre, obtenues grâce à un mélange de soude, de céréales et de cacahuètes.

## Les symboles du dessin
Le bogolan est signifiant par nature. Les dessins choisis sont en effet lisibles comme la marque d'identité d'une population, d'un village, mais aussi d'un artiste en particulier, si bien qu'une femme pourra à coup sûr reconnaître ses propres productions de bogolan. Comme tout objet d'art africain, le bogolan est un objet puissant : étant en effet teint à base de terre, il est considéré comme imprégné d'énergie vitale. Outre son utilisation en tant que textile dans la fabrication des tuniques masculines et des pagnes noués des femmes, on lui attribuait des vertus thérapeutiques et l'on enveloppait ainsi les jeunes circoncis comme les fillettes excisées.
Traditionnellement, ce tissu a une valeur de protection pour ceux qui le portaient. Selon la forme ou la couleur des motifs, ils pouvaient protéger les chasseurs, les femmes enceintes, les personnes âgées et les nourrissons...

## Mode contemporaine

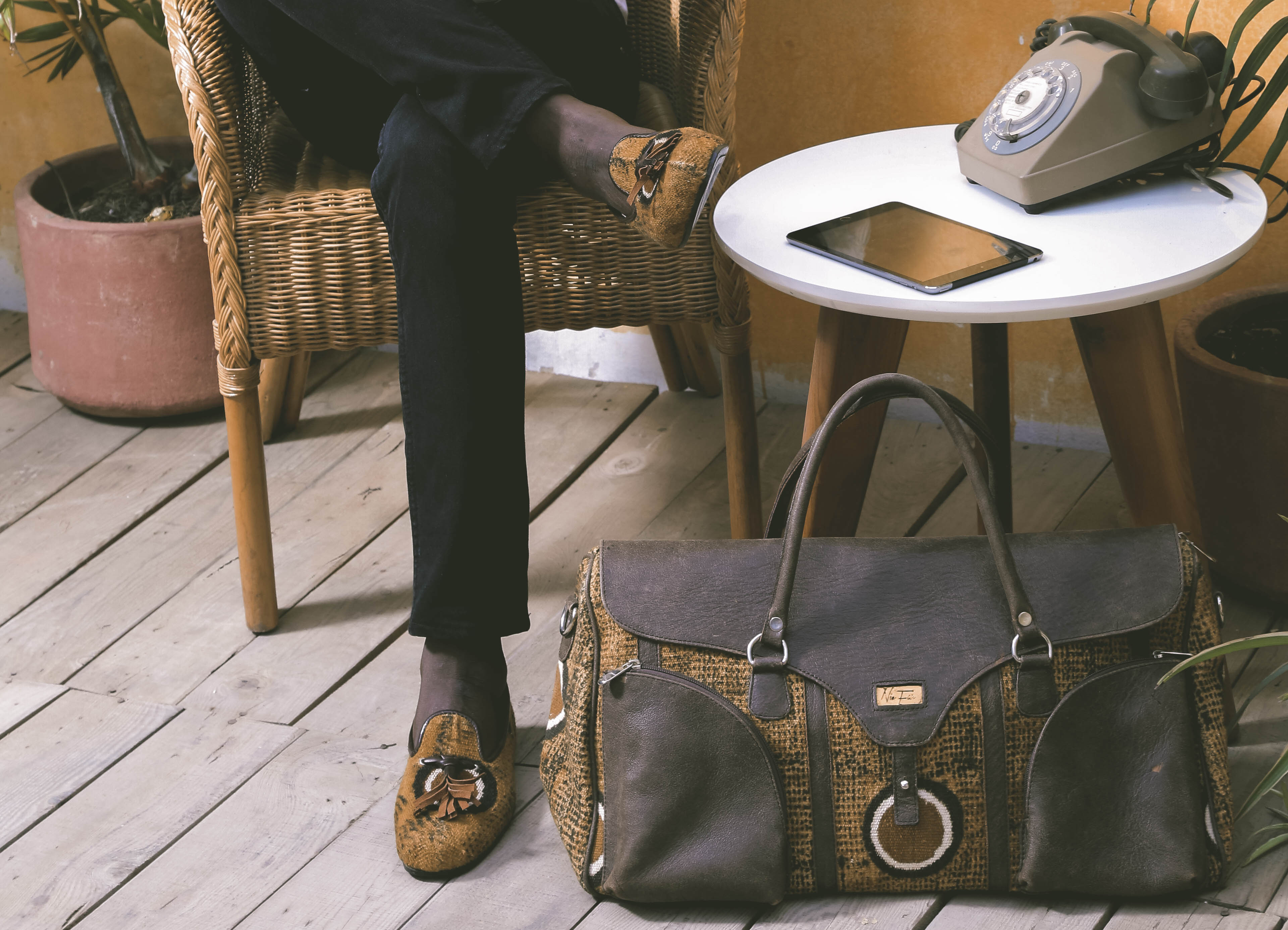

Commercialisé localement au Mali dans les années 1970, la production s'est a augmenté dans les années 1980, avec l'apparition de centres de production, comme à San ou à Ségou. Ce type de teinture a également largement été diffusé dans le monde, grâce aux créations du styliste Seydou Doumbia, dit Chris Seydou, dans les années 1980. Dans les années 2000, les tissus bogolan sont exportés dans le monde entier.
Plusieurs stylistes africains mettent à l'honneur ce tissu dans leurs collections : les maliens Chrys Seydou et Mariah Bocoum, l'ivoirien Gilles Touré, la ghanéenne Aisha Obuobi et la sud africaine Awa Meité van Til.
Le sénégalais El Hadji Malick Badji a créé plusieurs modèles de baskets en cuir et en bogolan.
Le designer ghanéen a créé des chaises avec des assises recouvertes de bogolan.
Des stylistes occidentaux se sont inspirés aussi  de cette étoffe pour leurs créations comme l'américain Oscar de la Renta en 2008 et la marque italienne Marina Rinaldi en 2013.

Bogolans du Mali
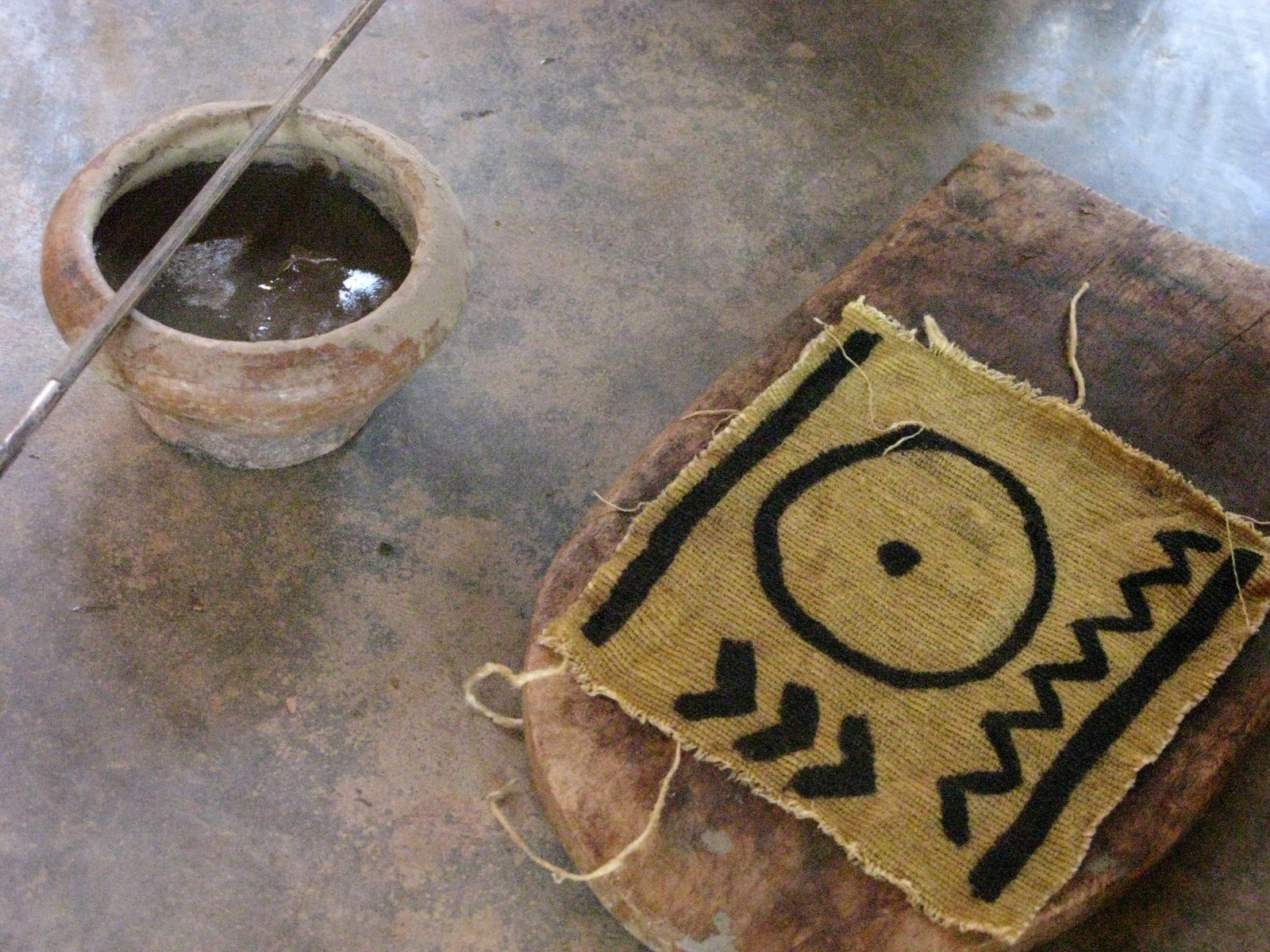
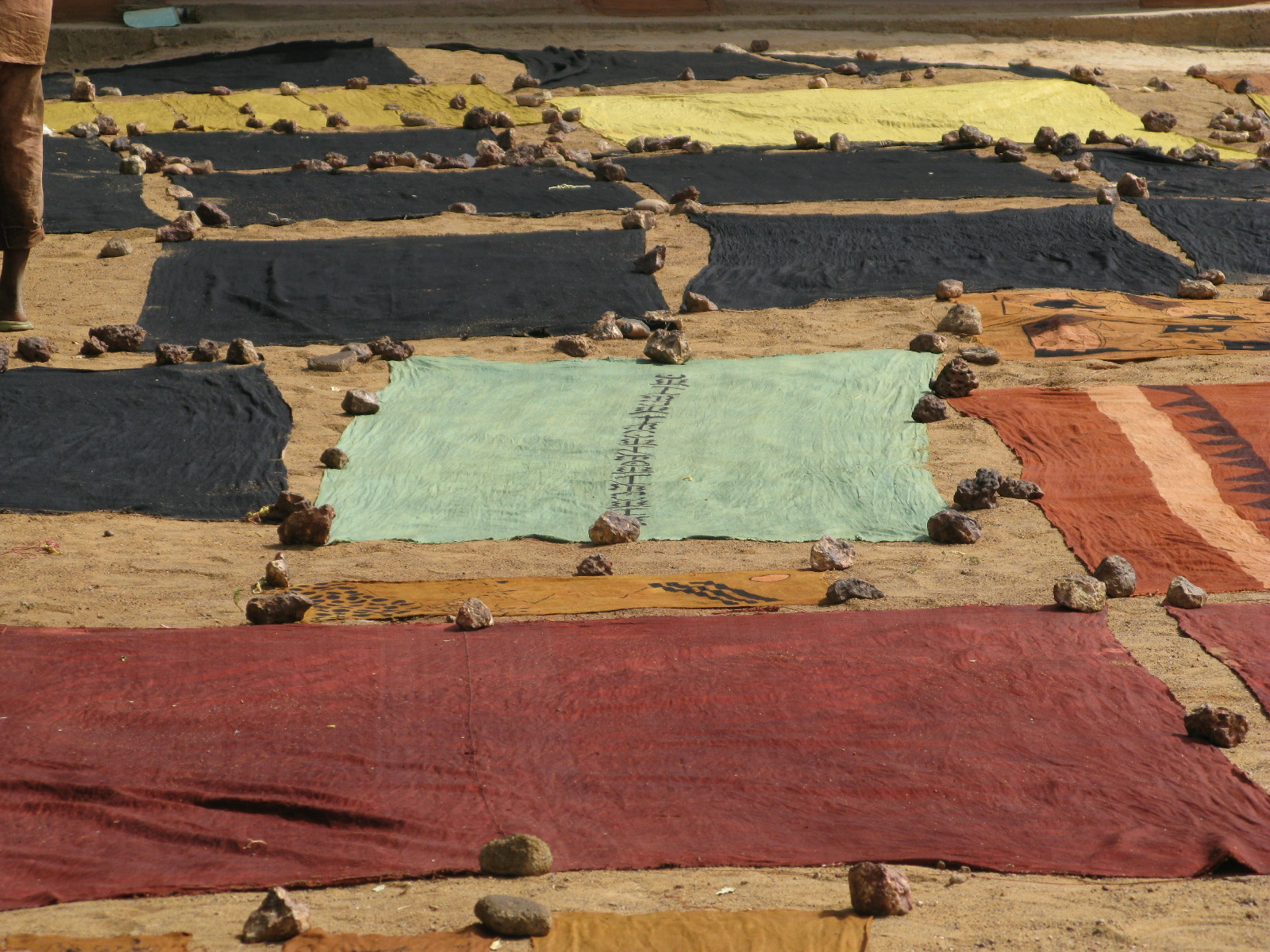
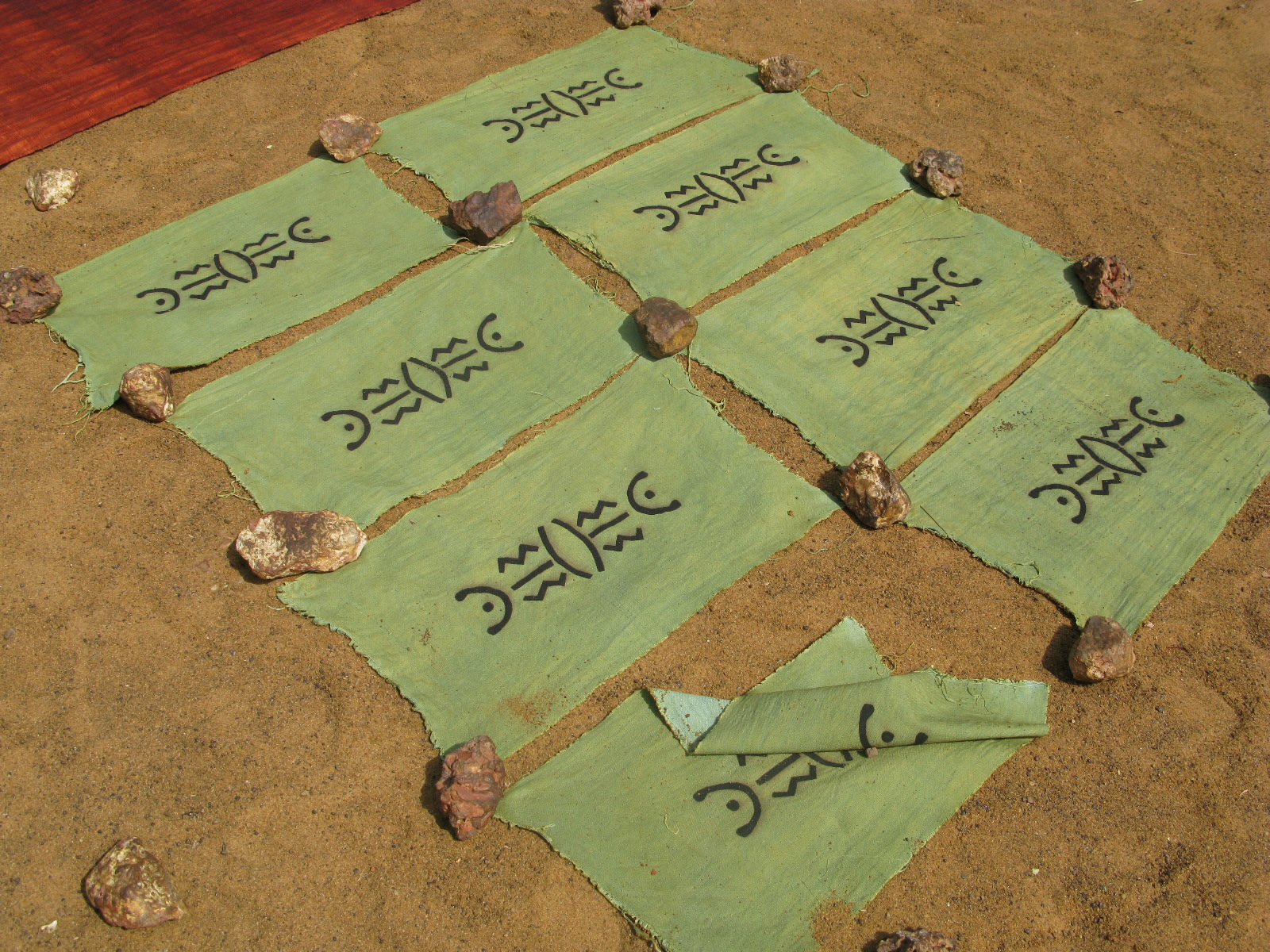
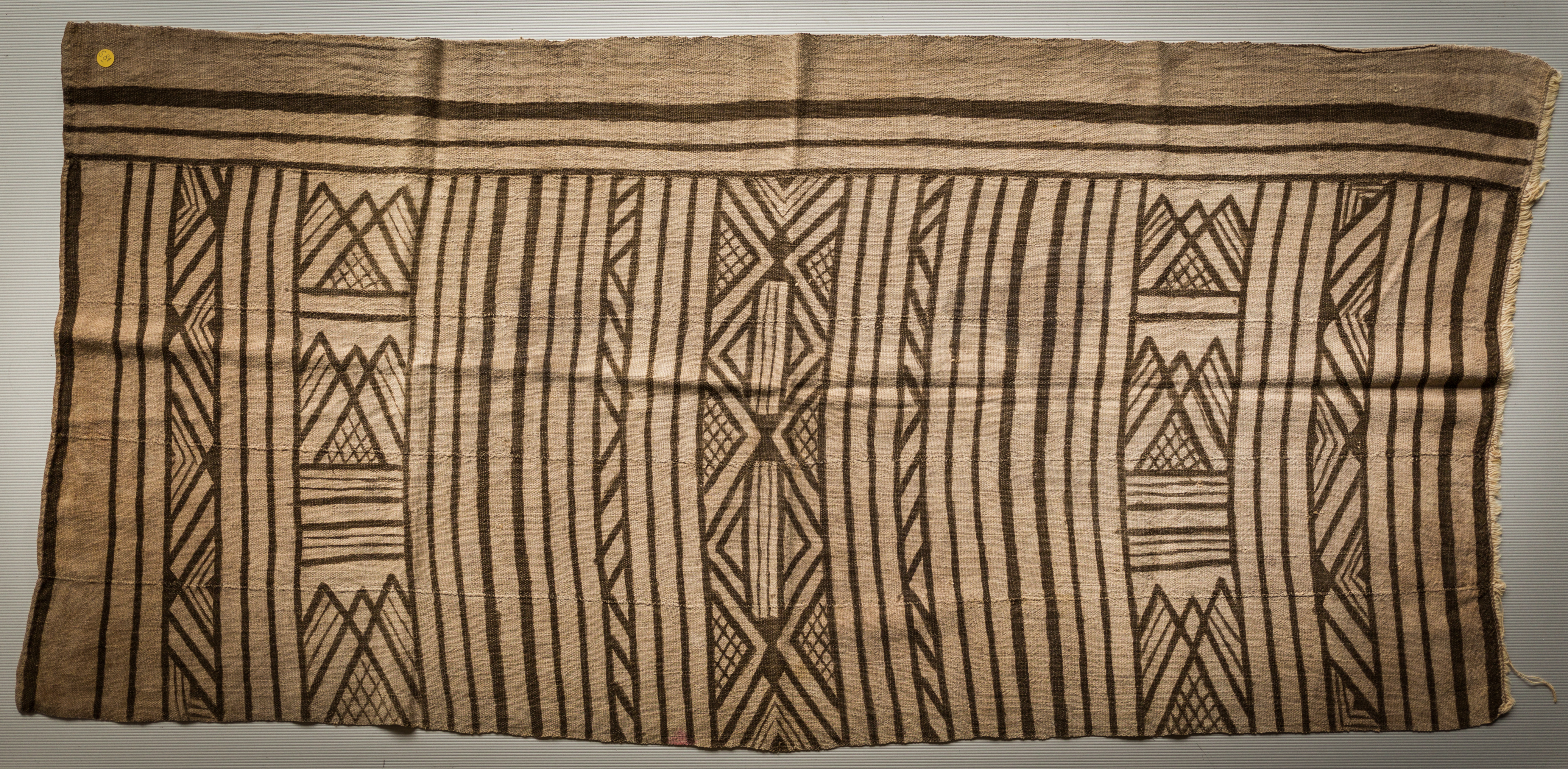
Pagne minianka